# Sarileru Neekevvaru
『Sarileru Neekevvaru』は、2020年に公開されたインドのアクションコメディ映画。アニル・ラーヴィプーディが監督を務め、マヘーシュ・バーブ、ラシュミカー・マンダンナ、ヴィジャヤシャーンティ、プラカーシュ・ラージ、ラジェーンドラ・プラサードが出演している。2020年1月11日に公開され、興行的な成功を収めた。

## キャスト
| - アジャイ・クリシュナ少佐 - マヘーシュ・バーブ - サンスクルティ - ラシュミカー・マンダンナ - バーラティ - ヴィジャヤシャーンティ - ナゲンドラ議員 - プラカーシュ・ラージ - シヴァ・プラサード - ラジェーンドラ・プラサード - サンスクルティの父 - ラオ・ラメシュ - ナラヤナ - ポーサーニ・クリシュナ・ムラリ - ムルダンガ・ラオ - ブラフマージー - 大臣 - ブラフマーナンダム - キショール - ヴェンネラ・キショール - アジャイ - サティヤ・デーヴ・カンチャラナ - ナゲンドラの手下 - アジャイ | - コーティ - スッバラージュ - アジャイの上官 - ムラリ・シャルマ - ナゲンドラの父 - ジャヤ・プラカーシュ・レッディ - ティルパティ・ラオ - ラグ・バーブ - ラーマクリシュナ - ラージーヴ・カナカラ - ブレード・ガネーシュ - バンドラ・ガネーシュ - スワラージャム - サンギータ・クリシュ - スウィッチャ - ハリ・テージャ - バンガラージュ - サティヤ - ジャーナリスト - チャイタニヤ・クリシュナ - アッルーリ・シータラーマ・ラージュ - クリシュナ（『Alluri Seetarama Raju』のアーカイブ映像） - 「Daang Daang」シーン登場 - タマンナー・バティア（アイテム・ナンバー） - クレジットシーン登場 - アニル・ラーヴィプーディ（カメオ出演） - 「Mind Block」シーン登場 - デーヴィ・シュリー・プラサード、シェーカル（カメオ出演） |

## 製作

### 撮影
2019年5月31日、マヘーシュ・バーブの26本目の主演映画のタイトルが「Sarileru Neekevvaru」であることが発表され、発表イベントにはスタッフ・キャストの他にK・ラーガヴェンドラ・ラーウが出席した。ヒロイン役にはラシュミカー・マンダンナが起用され、助演女優としてヴィジャヤシャーンティが13年振りに映画出演することが決まった。タマンナー・バティアはアイテム・ナンバーとして出演が決まった。7月5日から同月20日にかけてカシミールで撮影が行われた。ラモジ・フィルムシティには4000万ルピーの費用を投じた撮影セットが作られ、11月8日までにケララ州での撮影が終了した。

### サウンドトラック
サウンドトラックと映画音楽はデーヴィ・シュリー・プラサードが作曲している。2020年1月5日にアルバムがデジタルリリースされ、同日にはハイデラバードのラール・バハードゥル・シャーストリー・スタジアムでリリースイベントが開催された。

## マーケティング
2019年5月31日に宣伝ポスターが公開され、マヘーシュ・バーブの誕生日である8月9日には彼をフィーチャーした宣伝ポスターと映像が公開された。インド独立記念日の8月15日にはインド陸軍をフィーチャーした2分間の特別映像が公開された。10月7日のダシャラー祭に合わせ、マヘーシュ・バーブがコンダ・レッディ砦の前で斧を持った姿を描いたポスターが公開された。ディーワーリー期間中に新たに2枚の宣伝ポスターが公開され、同月25日にはヴィジャヤシャーンティをフィーチャーした宣伝ポスター、翌26日にはマヘーシュ・バーブがロイヤルエンフィールドのバイクに乗った宣伝ポスターが公開された。同月27日にはマヘーシュ・バーブとラシュミカ・マンダナをフィーチャーした宣伝ポスターが公開されている。11月22日に予告編が公開され、視聴者から好意的な反応を得た。2020年1月5日にはハイデラバードのラール・バハードゥル・シャーストリー・スタジアムでプレリリース・イベントが開催され、チランジーヴィが特別ゲストとして出席した。同イベントでは劇場用予告編も公開されている。

## 公開
『Sarileru Neekevvaru』は中央映画認証委員会から「U/A」認証を受け、2020年1月11日に公開された。衛星放送の権利はジェミニTVが購入し、3月25日に初放送された。デジタル配信の権利はAmazonプライム・ビデオが購入し、2020年3月1日から配信が開始された。

## 評価

### 興行収入
『Sarileru Neekevvaru』は公開初日に6億8000万ルピーの興行収入を記録し、『Maharshi』の記録（5億9000万ルピー）を塗り替えた。公開2日目の累計興行収入は9億3000万ルピーとなり、このうち海外市場の配給業者利益は4億6700万ルピーを記録した。公開3日目の累計興行収入は10億3000万ルピーとなり、公開7日目には17億5000万ルピーを記録した。公開10日目の累計興行収入は20億ルピーとなり、公開50日目には26億ルピーを記録した。

#### テルグ語圏
テルグ語圏（アーンドラ・プラデーシュ州、テランガーナ州）では公開2日目に1億5000万ルピーの興行収入を記録し、公開2日間の累計興行収入は6億1000万ルピーとなった。公開4日目の累計興行収入は8億5000万ルピーを記録した。公開5日目の興行収入は1億3800万ルピーを記録し、累計興行収入は9億8800万ルピーとなった。公開6日目の累計興行収入は11億3000万ルピー、公開9日目には14億3000万ルピーを記録した。公開10日間で配給業者利益は10億ルピーを超え、『バーフバリシリーズ』に迫る記録となった。RTC・X・ロードでは公開初日に372万ルピーの興行収入を記録し、『バーフバリ 王の凱旋』の記録（361万ルピー）を塗り替えた。

#### 海外市場
アメリカ合衆国では、プレミア上映の興行収入が75万9000ドルを記録した。公開初日の興行収入はオーストラリアで23万6744ドル、ニュージーランドで2万750ドル、イギリスで5万5234ポンドを記録し、アメリカでは公開2日目の累計興行収入が131万ドルを記録している。公開3日間目の累計興行収入はカナダで6454ドル、アメリカで162万4974ドル、イギリスで7万689ポンドを記録した。公開9日目の累計興行収入はアメリカで200万ドル、オーストラリアで34万9258ドル、イギリスで9万6218ポンド、ニュージーランドで3万5566ドルを記録している。マヘーシュ・バーブ主演作品としてアメリカでの興行収入が200万ドルを超えたのは、『Maharishi』『Bharat Ane Nenu』に続き『Sarileru Neekevvaru』が3作目となった。

### 批評
ザ・タイムズ・オブ・インディアのニーシター・ニャヤパティは2.5/5の星を与え、「マヘーシュ・バーブは国家に奉仕し、ジョークを嗜む役を良く演じています。R・ラトナヴェールの撮影技術も十分な出来ですが、残念ながら低水準のVFXショットのために見劣りする結果になりました」と批評している。インディア・トゥデイのジャーナキ・Kは2/5の星を与え、「マヘーシュ・バーブの主演映画には、全くガッカリさせられた」と批評している。ファーストポストのヘマント・クマールは3.25/5の星を与え、「マヘーシュ・バーブは、アニル・ラーヴィプーディのヒロイズムとコメディの見事なブレンドにより、ヒットを飛ばしました」と批評している。インディアン・エクスプレスのマノージュ・クマールは3.5/5の星を与えている。Sifyは3/5の星を与え、映画を「商業的なアクション・エンターテイナー」と表現している。ザ・ヒンドゥーは「マヘーシュ・バーブの主演映画は、部分的な面白さがあるミックス・バッグでした」と批評している。
ビハインドウッズは3/5の星を与え、「全体として、この映画ではマヘーシュ・バーブの素晴らしい演技を見ることができます。プラカーシュ・ラージは恐ろしい悪役として登場しますが、物語が進むにつれて彼の脅威は薄まっていきます。数々の問題がある中で、鑑賞する価値を生んでいるのはマヘーシュ・バーブの演技です。彼は踊り、演技、闘い、そして重要なことにクリーンな楽しさを提供します。彼はあなたを楽しませてくれます。そして、それが映画の唯一の価値です。助演俳優の中で特筆される演技を見せたのはヴィジャヤシャーンティ、ヴェンネラ・キショール、プラカーシュ・ラージでした」と批評している。
ハンズ・インディアは3/5の星を与え、「マヘーシュ・バーブの素晴らしい演技は、映画の成功要因の一つです。彼は映画全体を背負っており、その表現方法は上出来でした。ラシュミカー・マンダンナの演技には感銘を受けました。ヴィジャヤシャーンティの存在は、まさに映画の財産です。彼女は役柄に100%の力を与え、観客の注目を集めました。アジャイやスッバラージュ、ヴェンネラ・キショールは誠実な演技を、サンギータとハリ・テージャは堅実な演技を見せてくれました。バンドラ・ガネーシュのコメディ・タイミングは非常に上手くいきました。他の俳優もそれぞれ存在感を示していました」と批評している。コイモイのシュバーム・クルカルニーは、「どんなストーリーを伝えたいのか混乱している映画の中で、マヘーシュ・バーブは私たちの心を勝ち取りました」と批評している。